# Jean-Pierre Barda

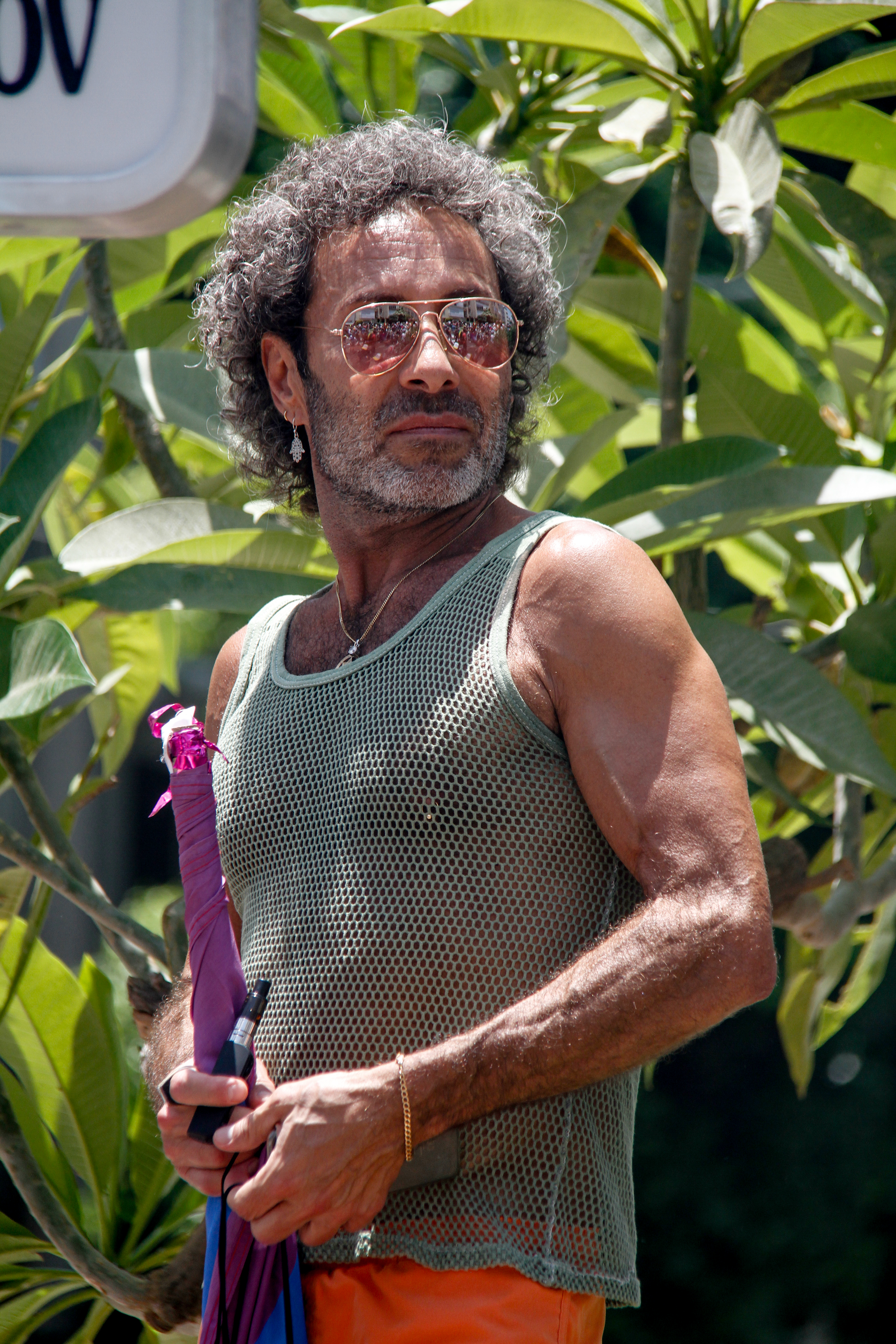
Jean-Pierre Barda, 2018

Jean-Pierre Barda (* 7. März 1965 in Paris) ist ein schwedischer Sänger.

## Leben
Barda wurde 1965 in Paris geboren. Als Kind wanderte er mit seiner jüdischen Familie von Frankreich nach Schweden aus. Er absolvierte dort eine Ausbildung zum Friseur und Maskenbildner. Gemeinsam mit dem Musiker Alexander Bard gründete er zunächst die Band Barbie und danach die international erfolgreiche Popband Army of Lovers. Ursprünglich war Barda 2004 auch viertes Bandmitglied der schwedischen Band Bodies Without Organs. Da er jedoch nicht in das Live-Konzept der Band passte, tauchte er nur in den ersten beiden Videos in Gastauftritten auf. Barda wohnte in Stockholm und wanderte 2015 nach Israel aus.

## Theater (Auswahl)
- 1995: "Min Mamma Herr Albin" (Schwedische Version von La Cage Aux Folles) – Rolle: Butler

## Filme (Auswahl)
- 1994: "House of Angels: The Second Summer" – als er selbst
- 2000: "Livet är en schlager" – als er selbst
- 2000: "Once In a Lifetime" – als er selbst

## Fernsehen (Auswahl)
- "Rik Och Berömd" (Schwedische Version of Lifestyles of the Rich and Famous) – Gast
- "Sally" (1999) – als er selbst
- "Silikon" (1999–2001) – Gast
- "Miss Sweden 2002 Competition" – Gast